# Jeanne Niquille
Jeanne Niquille (* 1. Juli 1894 in Freiburg; † 9. September 1970 ebenda) war eine Schweizer Schriftstellerin und Archivarin im Kanton Freiburg.

## Leben
Jeanne Niquille wurde als Tochter des Casimir Niquille (1855–1907), der Generalinspektor der Wälder und Domänen des Kantons Freiburg war, und der Lehrerin Pauline Quartenoud (1862–1944) geboren. Sie gehörte zu den ersten Frauen aus Freiburg, die eine akademische Ausbildung absolvierten. Nach einer Tätigkeit als Lehrerin von 1910 bis 1914 am Kollegium Hl. Kreuz in Freiburg studierte sie von 1914 bis 1918 an der Faculté des Lettres der Universität Freiburg, unter anderem bei Albert Büchi. Sie promovierte im Jahr 1918 mit einer Arbeit über die Institution des Hôpital Notre-Dame à Fribourg.
Von 1918 bis 1957 wirkte Jeanne Niquille als Archivarin am Staatsarchiv Freiburg. 1927 war sie wissenschaftliche Beraterin für die Freiburger Beteiligung  an der  Schweizerischen Ausstellung für Frauenarbeit SAFFA. Seit etwa 1932 gehörte sie dem von Agnes von Segesser aus Luzern gegründeten «Club Hrotsvit», einem schweizerischen Kulturverband katholischer Frauen, an.
Während ihrer Berufszeit verfasste Niquille zahlreiche wissenschaftliche Publikationen aus der Rechtsgeschichte, der Romanischen Philologie, der Literatur- und Kunstgeschichte. Themen der Freiburger Geschichte, besonders der Stadtgeschichte von Freiburg, dominieren in ihrem Schaffen. Die Historikerin schrieb zahlreiche Artikel für das  Historisch-Biographische Lexikon der Schweiz.

## Werke (Auswahl)
- L’Hôpital de Nôtre-Dame à Fribourg. Freiburg 1921.
- La Faculté de médecine de Fribourg au 18ème siècle. In: Annales Fribourgeoises, 11, 1923, S. 49–63.
- Les prêteurs juifs de Morat à la fin du Moyen Âge. In: Nouvelles Étrennes Fribourgeoises, 60, 1927, S. 89–99.
- L’occupation des frontières grisonnes en 1805. In: Zeitschrift für Schweizer Geschichte 9, 1929, S. 1–28.
- Deux récits historiques de l’avoyer de Joseph de Diesbach. In: Hektor Ammann (Hg.): Festschrift Friedrich Emil Welti. Aarau 1937, S. 147–156.
- Un siècle d’histoire fribourgeoise. Freiburg 1941.
- La dissidence fribourgeoise de 1798 et le canton de Sarine-et-Broye. In: Revue d’histoire suisse, 42, 1942, S. 529–572.
- Quand Fribourg voulait un port sur le Léman (1536).  In: Louis Junod: Mélanges d’histoire et de littérature offerts a Monsieur Charles Gilliard à l’occasion de son soixante-cinquième anniversaire. Lausanne 1944.
- La contre-révolution dans le canton de Fribourg. In: Revue d’histoire suisse, 1948, S. 47–74.
- Emprunteurs et prêteurs d’autrefois (Fribourg, 14.–15.Jh.). In: Schweizer Münzblätter, 1951, S. 35–41.
- La navigation sur la Sarine. In: Schweizerische Zeitschrift für Geschichte, 1952, S. 206–227.
- La léproserie de Bourguillon. In: Annales Fribourgeoises, 42, 1956, S. 57–58.
- Origines de la brasserie du Cardinal. In: Annales Fribourgeoises, 44, 1960, S. 91–104.
- Les Sautter ou Suter de Fribourg. Une famille peintres. In: Généalogiste suisse, 28, 1961, s. 96–101.
- La vie d’Emanuel Curty. In: Annales Fribourgeoises, 1962, S. 9–22.